# Lens montbretii
Lens montbretii là một loài thực vật có hoa trong họ Đậu. Loài này được (Fischer & alli) P. Davis & Plitmann miêu tả khoa học đầu tiên năm 1970.